# Cheers (album)
Cheers is het debuutalbum van rapper Obie Trice, onder contract bij Shady Records. De titel van het album verwijst naar de televisieserie Cheers. In de titeltrack Cheers viert Obie Trice zijn eerste soloalbum na jaren vertoefd te hebben in het undergroundmilieu van Detroit.
Rapper Eminem is executive producer en verder kon Obie Trice ook rekenen op de producers Dr. Dre, Timbaland, Mike Elizondo, Emile, Fredwreck en Mr. Porter.
Vier liedjes van het album werden ook uitgebracht als single: "Got Some Teeth", "Shit Hits the Fan", "The Set Up" en "Don't Come Down".

## Tracklist
| #  | Titel                | Producer(s)            | Gast(en)        | Duur |
| -- | -------------------- | ---------------------- | --------------- | ---- |
| 1  | "Average Man"        | Eminem, Luis Resto     |                 | 4:16 |
| 2  | "Cheers"             | Eminem                 |                 | 3:34 |
| 3  | "Got Some Teeth"     | Eminem, Luis Resto     |                 | 3:47 |
| 4  | "Lady"               | Eminem, Luis Resto     | Eminem          | 4:45 |
| 5  | "Don't Come Down"    | Eminem, Emile          |                 | 5:11 |
| 6  | "The Set Up"         | Dr. Dre, Mike Elizondo | Nate Dogg       | 3:13 |
| 7  | "Bad Bitch"          | Timbaland              | Timbaland       | 4:09 |
| 8  | "Shit Hits the Fan"  | Dr. Dre, Mike Elizondo | Dr. Dre, Eminem | 4:53 |
| 9  | "Follow My Life"     | Fredwreck, Eminem      |                 | 3:55 |
| 10 | "We All Die One Day" | Eminem                 | G-Unit, Eminem  | 5:29 |
| 11 | "Spread Yo Shit"     | Mr. Porter             | Kon Artis       | 4:03 |
| 12 | "Look in My Eyes"    | Dr. Dre, Mike Elizondo | Nate Dogg       | 4:50 |
| 13 | "Hands on You"       | Eminem                 | Eminem          | 5:12 |
| 14 | "Hoodrats"           | Eminem, Emile          |                 | 4:12 |
| 15 | "Oh!"                | Dr. Dre, Mike Elizondo | Busta Rhymes    | 4:30 |
| 16 | "Never Forget Ya"    | Eminem                 |                 | 4:27 |
| 17 | "Outro"              | Eminem                 | D12             | 4:02 |